# Phare de Trézien
Le phare de Trézien(ou phare Trézien)est implanté dans les terres à 500 mètres du rivage et à 1,5 kilomètre de la pointe de Corsen, sur la commune de Plouarzel dans le Finistère.
Ce phare directionnel aligné sur le phare de Kermorvan permet depuis une centaine d'années de franchir en sécurité le chenal du Four.
Son fût tronconique, peint en blanc vers le sud, est terminé par un encorbellement en consoles assemblées par des arcs supportant une balustrade en pierre cylindrique. La tour repose sur un soubassement tronconique en maçonnerie de pierres de taille en granit, provenant de l'Aber-Ildut.
Il peut être visité en été.
À proximité se trouve le CROSS-Corsen (Centre régional opérationnel de surveillance et de sauvetage) qui surveille le trafic au large et coordonne le sauvetage maritime en Manche-Ouest.